# Chamaecrista usambarensis
Chamaecrista usambarensis är en ärtväxtart som först beskrevs av Paul Hermann Wilhelm Taubert, och fick sitt nu gällande namn av Paul Carpenter Standley. Chamaecrista usambarensis ingår i släktet Chamaecrista och familjen ärtväxter. Inga underarter finns listade i Catalogue of Life.